# Phytomyza fumariacea
Phytomyza fumariacea är en tvåvingeart som beskrevs av Garg 1971. Phytomyza fumariacea ingår i släktet Phytomyza och familjen minerarflugor. Inga underarter finns listade i Catalogue of Life.